# Kościół św. Trójcy w Supraślu
Kościół pw. Świętej Trójcy w Supraślu – jeden z dwóch kościołów rzymskokatolickich w mieście Supraśl, w województwie podlaskim. Należy do dekanatu Wasilków archidiecezji białostockiej.

## Historia

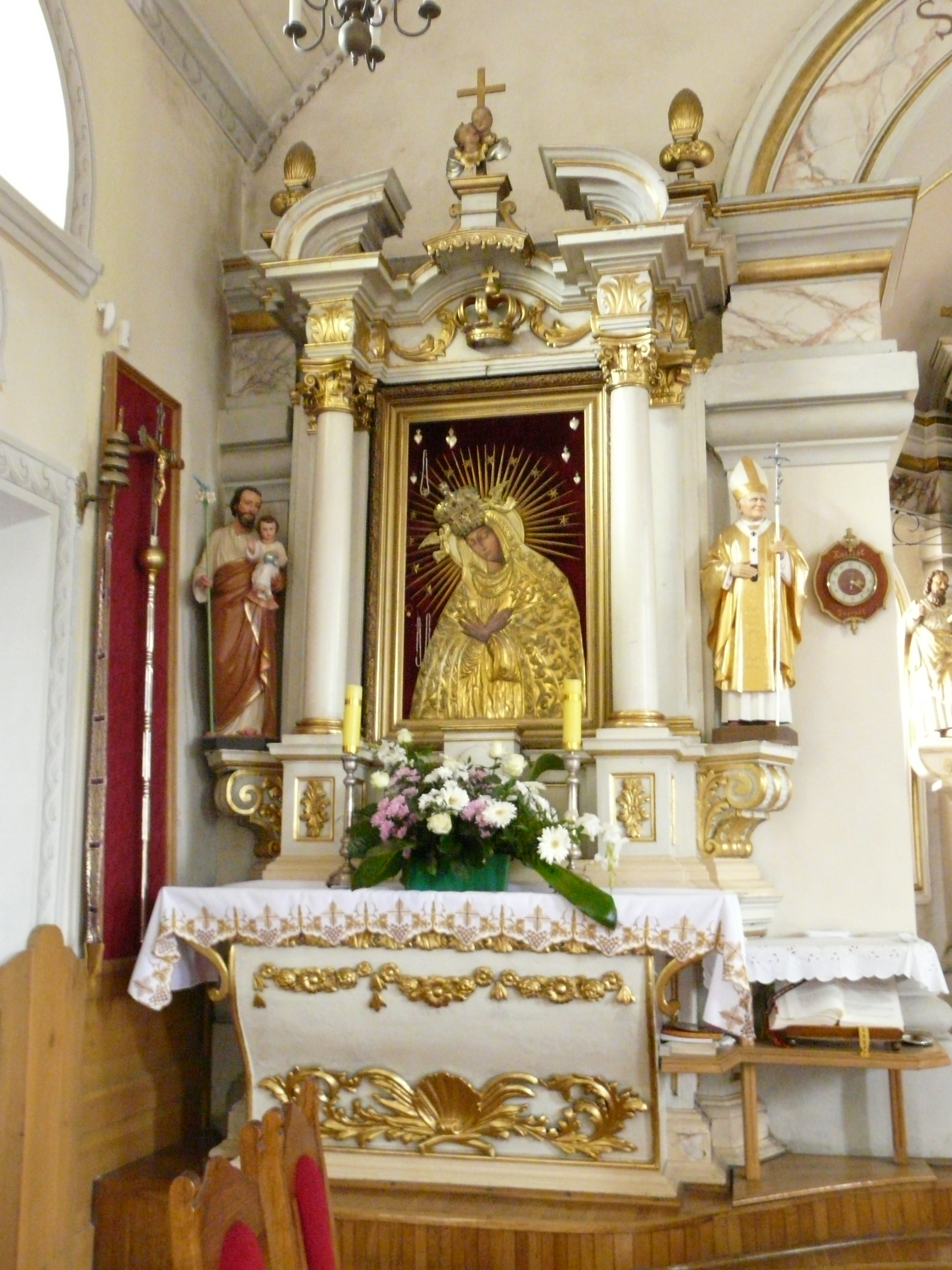
Ołtarz boczny

W 1849 roku otrzymano pozwolenie od władz carskich na wybudowanie świątyni katolickiej w Supraślu. W latach 1861–1863 został wzniesiony kościół, ufundowany przez fabrykantów. W 1868 roku budowla została konsekrowana. W latach 1902–1903 do świątyni została dobudowana wieża z kruchtą, chór oraz dwie zakrystie. Od 1865 roku kościół figurował w dokumentach jako kaplica, od 1868 roku był kościołem filialnym parafii w Białymstoku, od 1906 roku posiada prawa kościoła parafialnego.

## Architektura
Budowla została wzniesiona na planie prostokąta, w stylu neobarokowym, posiada jedną nawę, zamkniętą absydą ołtarzową. Dach świątyni posiada formę dwuspadową.